# Первая Французская республика
Первая Французская республика, официально «Французская республика» (фр. la République française) — период французской истории с 1792 по 1804 год. Республика была провозглашена 21 сентября 1792 года во время французской революции, в этот день формально был смещён Людовик XVI. Официально республика просуществовала вплоть до образования Первой французской империи в 1804 году действующим первым консулом Наполеоном Бонапартом, провозгласившим себя императором.

## Постановление об отмене монархииво Франции
«Постановление Национального конвента от 21 сентября 1792 года.
а) Национальный конвент постановляет:
1. Не должно существовать иной конституции, кроме той, которая будет принята народом.
2. Личность и собственность находятся под охраной французского народа.
б) Национальный конвент объявляет, что неотмененные законы временно остаются в силе и лица, не отрешённые от должности, остаются при исполнении своих обязанностей. Национальный конвент объявляет, что налоги, ныне существующие, будут взиматься по-прежнему. Национальный конвент постановляет, что монархия во Франции отменяется».

## Территориальное устройство первой Французской Республики
Французская Республика была унитарным государством.
Впервые унитаризм Французской Республики был провозглашён Декретом Национального Конвента «О единстве и неделимости Французской Республики от 25 сентября 1792 года»: «Национальный конвент объявляет, что Французская Республика едина и неделима».
Конституция Французской Республики 1793 года подтверждала унитаризм: «Французская Республика едина и неделима».
Это же подтверждала и Конституция Французской Республики 1795 года: «Французская Республика едина и нераздельна».
То же подтверждалось Конституция Французской Республики 1799 года: «Республика едина и неделима».

## Органы государственной власти первой Французской Республики

Административное деление Первой французской республики

Конституция Французской Республики 1793 года была принята Национальным Конвентом. Сувереном по этой конституции являлся народ (фр. peuple), который является совокупностью французских граждан (фр. universalité des citoyens français), непосредственно — собираясь по первичным собраниям Французской Республики (фр. assemblées primaires) по кантонам, и через избирательные собрания (фр. assemblées électorales) по дистриктам и департаментам. Законодательным органом являлся Законодательный Корпус Французской Республики (фр. corps législatif), исполнительным органом Исполнительный Совет Французской Республики (фр. conseil exécutif), административным органом — Главное управление Французской Республики. Территория Французской Республики по этой конституции делилась на департаменты, дистрикты и коммуны. Административными органами департаментов являлись — Центральные управления Французской Республики (фр. administration centrale), дистриктов — Промежуточные управления Французской Республики (фр. administration intermédiaire), коммуны — Местные управления Французской Республики (фр. administration municipale).
Вторая конституция Французской Республики была принята Национальным Конвентом в 1795 году. Сувереном по этой конституции являлась совокупность французских граждан (фр. universalité des citoyens français) непосредственно собираясь по первичным собраниям Французской Республики (фр. assemblées primaires) по кантонам, и через избирательные собрания (фр. assemblées électorales) по департаментам, законодательным органом являлся Законодательный Корпус Французской Республики (фр. corps législatif), исполнительным органом Исполнительная Директория Французской Республики (фр. directoire exécutif). Территория Французской Республики по этой конституции делилась на департаменты, кантоны и коммуны. Административными органами департаментов являлись — Центральные управления Французской Республики (фр. administration centrale), коммун — Местные управления Французской Республики (фр. administration municipale).

## История

### Национальный конвент
21 сентября 1792 года в Париже открыл свои заседания Национальный конвент. 22 сентября Конвент упразднил монархию и провозгласил Францию республикой. Количественно Конвент состоял из 160 жирондистов, 200 монтаньяров и 389 депутатов Равнины (фр. La Plaine ou le Marais), всего 749 депутатов . Треть депутатов участвовала в предыдущих собраниях и принесла с собой все предыдущие разногласия и конфликты.
22 сентября пришло известие о битве при Вальми. Военная ситуация изменилась: после Вальми прусские войска отступили, и в ноябре французские войска заняли левый берег Рейна. Австрийцы, осаждавшие Лилль, 6 ноября были разбиты Дюмурье в битве при Жемаппе и эвакуировали Австрийские Нидерланды. Была занята Ницца, и Савойя провозгласила союз с Францией.
Лидеры Жиронды вновь возвращаются к революционной пропаганде, объявив «мир хижинам, войну дворцам» (фр. paix aux chaumières, guerre aux châteaux). В это же время появляется концепция «естественных границ» Франции с границей по Рейну. Французское наступление в Бельгии угрожало британским интересам в Голландии, что вело к созданию первой коалиции. Решительный разрыв произошёл после казни короля, и 7 марта Франция объявила войну Англии, а затем Испании. В марте 1793 года начался Вандейский мятеж. Для спасения революции 6 апреля 1793 года создаётся Комитет общественного спасения, наиболее влиятельным членом которого стал Дантон.

#### Суд над Людовиком XVI

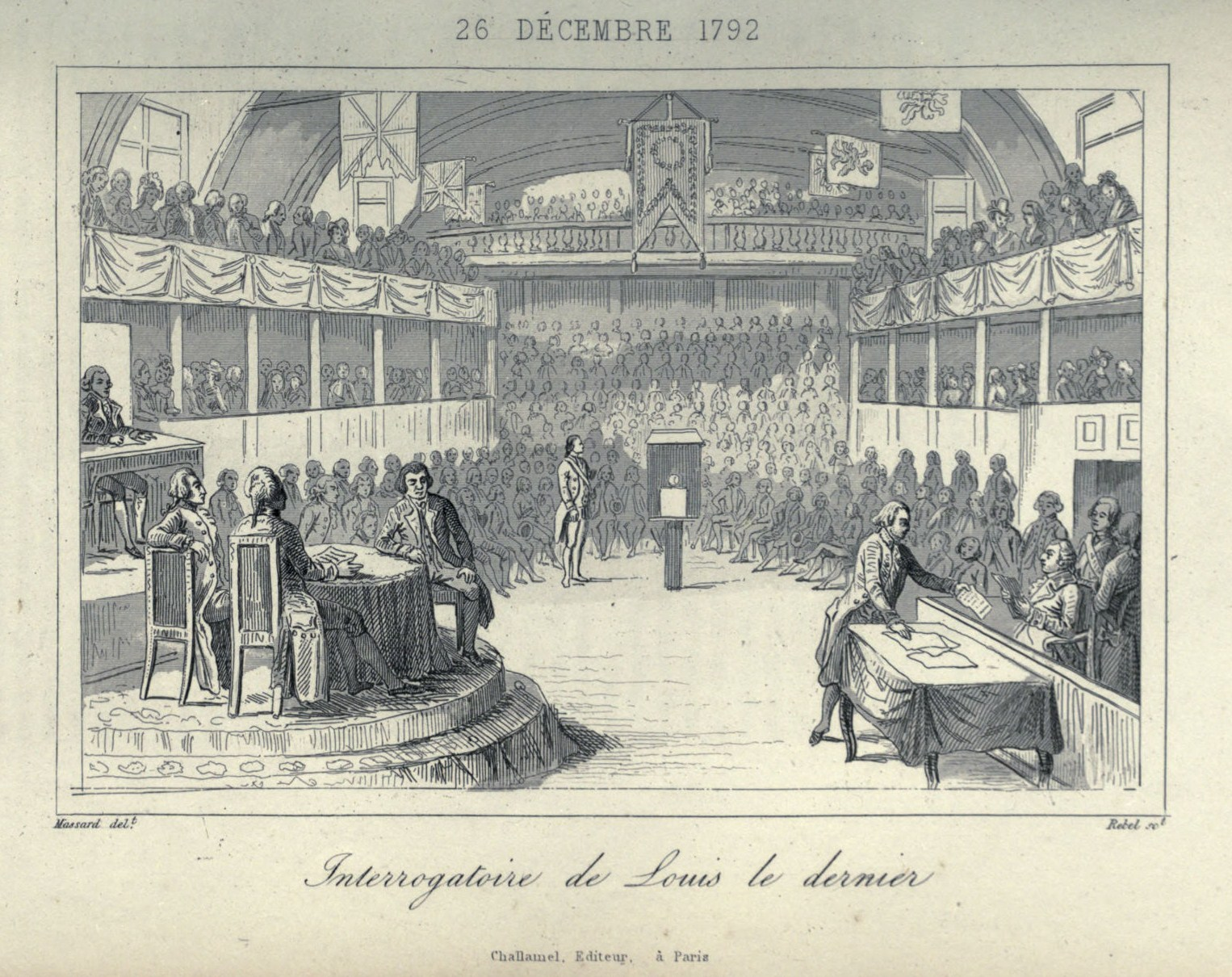
Суд над королём в Конвенте

После восстания 10 августа 1792 Людовик XVI был низложен и помещён под сильную стражу в Тампле. Находка тайного сейфа в Тюильри 20 ноября 1792 сделала суд над королём неизбежным. Документы, найденные в нём, вне всякого сомнения доказывали измену короля.
Судебный процесс начался 10 декабря. Людовик XVI был классифицирован как враг и «узурпатор», чуждый телу нации. Голосование началось 14 января 1793. Голосование за виновность короля было единогласным. О результате голосования председатель Конвента, Верньо, объявил: «От имени французского народа Национальный Конвент объявил Людовика Капета виновным в злоумышлении против свободы нации и общей безопасности государства».
Голосование о наказании началось 16 января и продолжалось до утра следующего дня. Из присутствующих 721 депутатов, 387 высказались за смертную казнь. По приказу Конвента вся Национальная гвардия Парижа была выстроена по обе стороны пути на эшафот. Утром 21 января Людовик XVI был обезглавлен на площади Революции.

#### Падение Жиронды

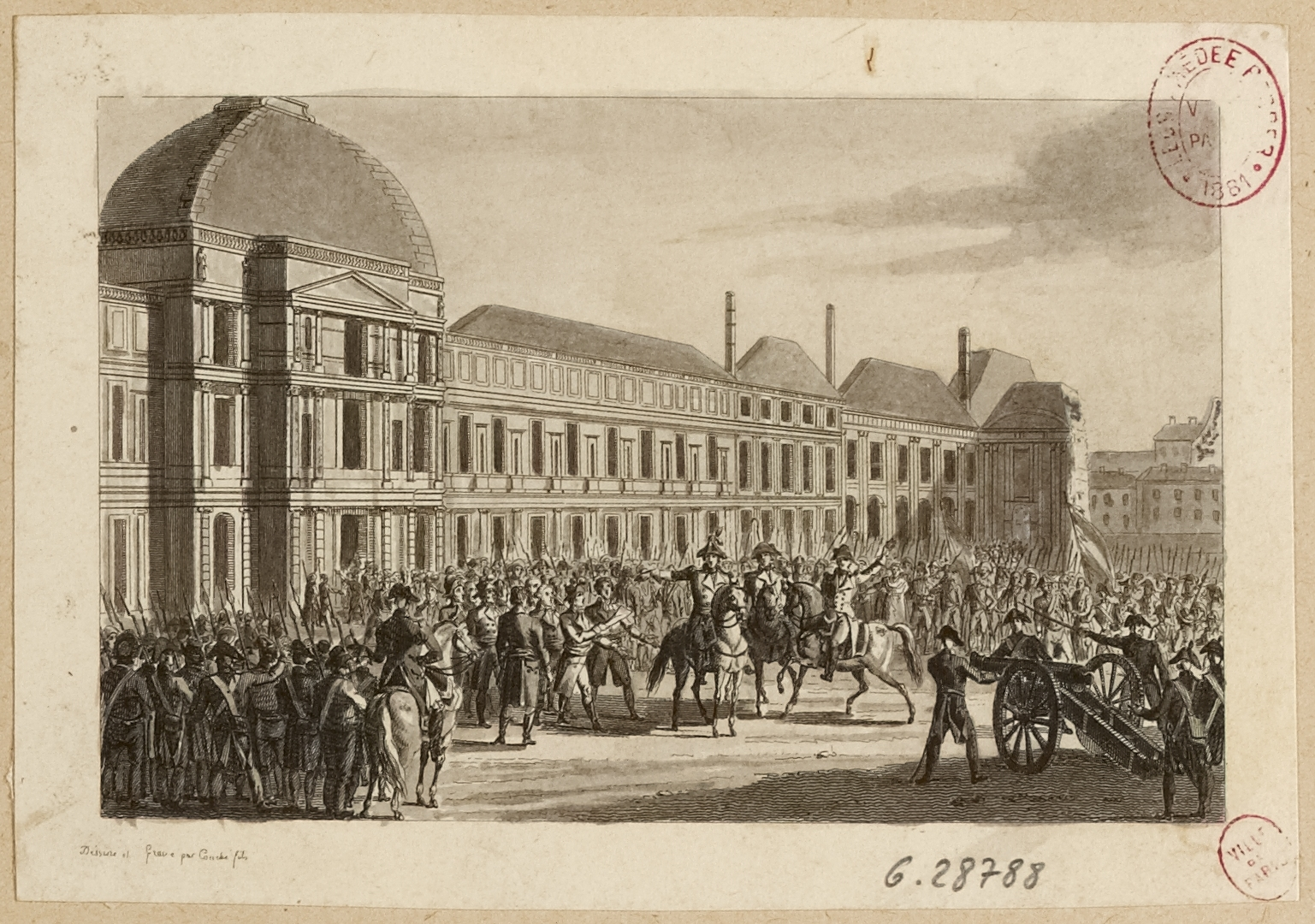
Восстание 31 мая — 2 июня

Экономическая ситуация в начале 1793 года всё более ухудшается, и в крупных городах начинаются волнения. Секционные активисты Парижа начали требовать «максимум» на основные продукты питания. Беспорядки и агитация продолжаются всю весну 1793 года, и Конвент создаёт Комиссию Двенадцати по их расследованию, в которую вошли только жирондисты. По приказу комиссии были арестованы несколько секционных агитаторов, и 25 мая Коммуна потребовала их освобождения; в то же время общие собрания секций Парижа составили список 22 видных жирондистов и потребовали их ареста. В Конвенте в ответ на это Максимен Инар заявил, что Париж будет разрушен, если парижские секции выступят против депутатов провинции.
Якобинцы объявили себя в состоянии восстания, и 29 мая делегаты, представляющие 33 парижские секции, сформировали повстанческий комитет. 2 июня 80 000 вооружённых санкюлотов окружили Конвент. После попытки депутатов выйти в демонстративной процессии, натолкнувшись на вооружённых национальных гвардейцев, депутаты подчинились давлению и объявили об аресте 29 ведущих жирондистов.
Федералистский мятеж начался до восстания 31 мая — 2 июня. В Лионе глава местных якобинцев Шалье был арестован ещё 29 мая, а 16 июля казнён. Многие жирондисты бежали из-под домашнего ареста в Париже, а известие о насильственном изгнании депутатов-жирондистов из Конвента вызвало в провинции движение протеста и охватило крупные города юга — Бордо, Марсель, Ним. 13 июля Шарлотта Корде убила идола санкюлотов Жана-Поля Марата. Она была в контакте с жирондистами в Нормандии и они, как полагают, использовали её в качестве своего агента. Помимо всего этого, пришло известие о беспрецедентной измене: Тулон и находящаяся там эскадра были сданы врагу.

#### Якобинский Конвент

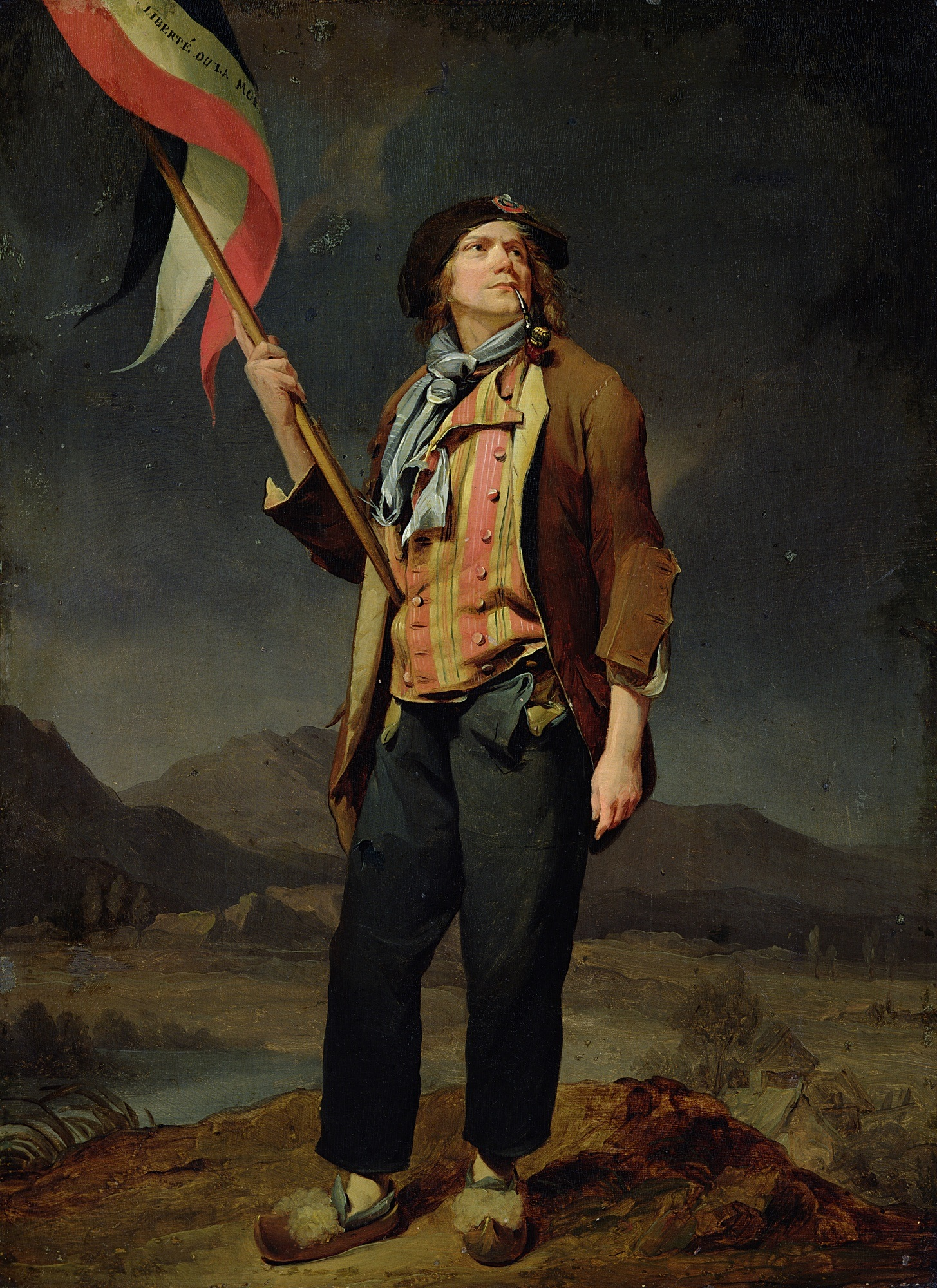
Луи-Леопольд Буальи.
«Санкюлот»

Пришедшие к власти монтаньяры столкнулись с драматическими обстоятельствами — федералистский мятеж, война в Вандее, военные неудачи, ухудшение экономической ситуации. Несмотря ни на что, гражданской войны избежать не удалось. К середине июня около шестидесяти департаментов были охвачены более или менее открытым восстанием. Однако, пограничные районы страны остались верны Конвенту .
Июль и август были неважные месяцы на границах. Майнц, символ победы прошлого года, капитулировал перед прусскими войсками, а австрийцы захватили крепости Конде и Валансьен и вторглись в северную Францию. Испанские войска пересекли Пиренеи и начали наступление на Перпиньян. Пьемонт воспользовался восстанием в Лионе и вторгся во Францию с востока. На Корсике Паоли поднял восстание и с британской помощью изгнал французов с острова. Английские войска начали осаду Дюнкерка в августе и в октябре союзники вторглись в Эльзас. Военная ситуация стала отчаянной.
В течение всего июня монтаньяры занимали выжидательную позицию, ожидая реакцию на восстание в Париже. Тем не менее, они не забыли о крестьянах. Крестьяне составляли самую большую часть Франции и в такой обстановке было важно удовлетворить их требования. Именно им восстание 31 мая (как и 14 июля и 10 августа) принесло существенные и постоянные выгоды. 3 июня были приняты законы о продаже имущества эмигрантов небольшими частями с условием уплаты в течение 10 лет; 10 июня был провозглашён дополнительный раздел общинных земель; и 17 июля закон об отмене сеньоральных повинностей и феодальных прав без всякой компенсации.
Конвент утвердил новую Конституцию в надежде оградить себя от обвинения в диктатуре и умиротворить департаменты. Декларация прав, которая предшествовала тексту Конституции, торжественно подтвердила неделимость государства и свободу слова, равенство и право сопротивления угнетению. Это выходило далеко за рамки Декларации 1789 года, добавив право на социальную помощь, работу, образование и восстание. Всякая политическая и социальная тирания отменялась. Национальный суверенитет был расширен через институт референдума — Конституция должна была быть ратифицирована народом, как и законы в некоторых, точно определённых обстоятельствах. Конституция была представлена для всеобщей ратификации и принята огромным большинством в 1 801 918 за и 17 610 против. Результаты плебисцита были обнародованы 10 августа 1793 года, но применение Конституции, текст которой был помещён в «священный ковчег» в зале заседаний Конвента, было отложено до заключения мира.

#### Революционное правительство
«Временное правительство Франции будет революционным до заключения мира» — декрет Конвента от 19 вандемьера II года (10 октября 1793).

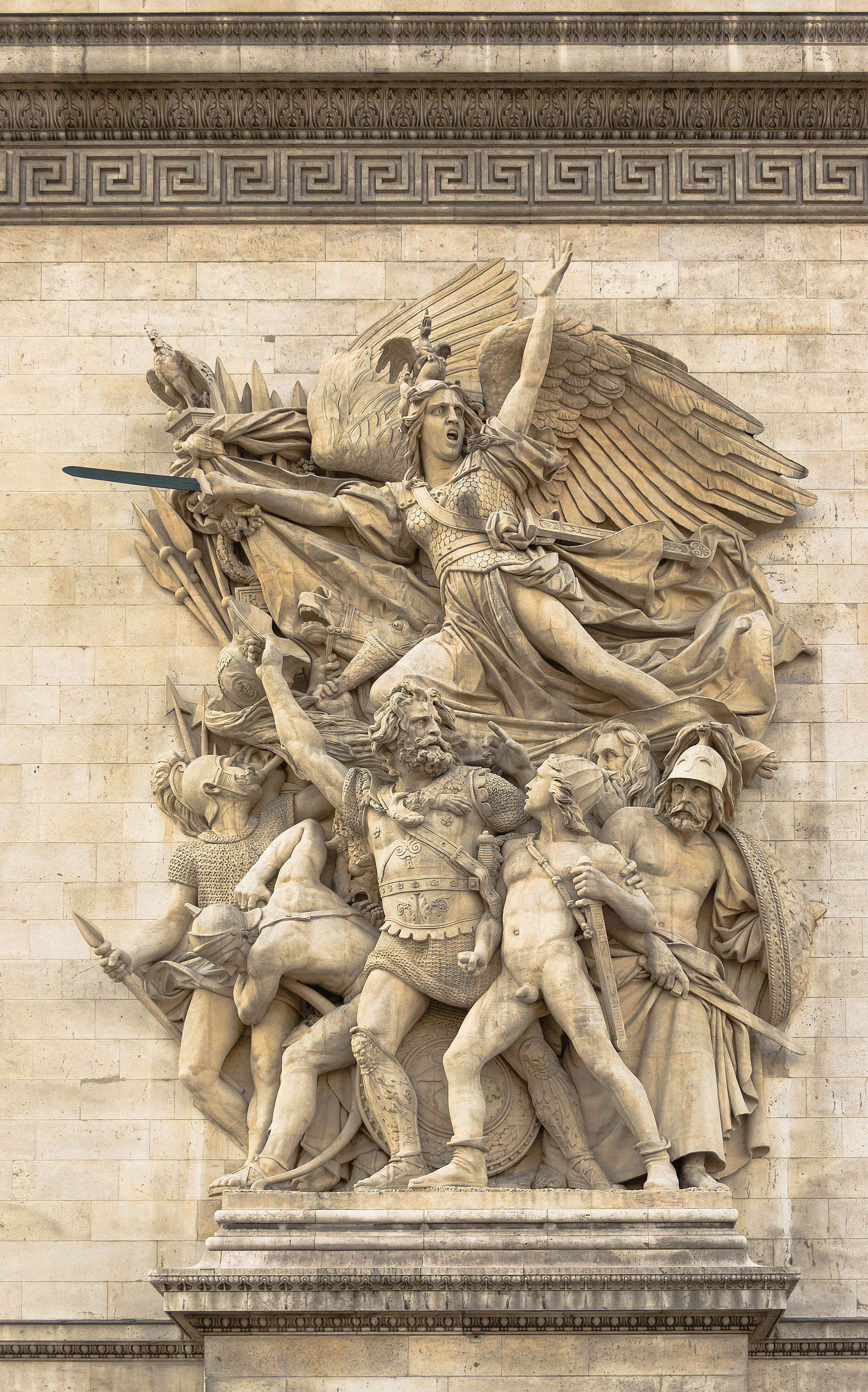
Марсельеза на фасаде Триумфальной арки в Париже

Конвент обновил состав Комитета общественного спасения (фр. Comité du salut public): Дантон был из него исключён 10 июля. Кутон, Сен-Жюст, Жанбон Сен-Андре и Приёр из Марны составили ядро нового комитета. К ним добавили Барера и Ленде, 27 июля Робеспьера, a затем 14 августа Карно и Приёра из департамента Кот-д’Ор; Колло д’Эрбуа и Бийо-Варенна — 6 сентября. Прежде всего комитет должен был утвердить себя и выбрать те требования народа, которые были наиболее подходящими для достижения целей ассамблеи: сокрушить врагов Республики и зачеркнуть последние надежды аристократии на реставрацию. Управлять во имя Конвента и в то же время контролировать его, сдерживать санкюлотов без охлаждения их энтузиазма — это был необходимый баланс революционного правительства.
Под двойным знаменем фиксирования цен и террора давление санкюлотов достигло своего пика летом 1793 года. Кризис в снабжении продовольствием оставался главной причиной недовольства санкюлотов; лидеры «бешеных» требуют от Конвента установления «максимума». В августе серия декретов дали комитету полномочия по контролю над обращением зерна, а также утвердили свирепые наказания за их нарушение. В каждом районе были созданы «хранилища изобилия». 23 августа декрет о массовой мобилизации (фр. levée en masse) объявлял всё взрослое население республики «находящимся в состоянии постоянной реквизиции».
5 сентября парижане попытались повторить восстание 2 июня. Вооружённые секции снова окружили Конвент с требованием создания внутренней революционной армии, ареста «подозрительных» и чистки комитетов. Вероятно, это был ключевой день в формировании революционного правительства: Конвент поддался давлению, но сохранил контроль над событиями. Это поставило террор на повестку дня — 5 сентября, 9-го создание революционной армии, 11-го — декрет о «максимуме» на хлеб (общий контроль цен и заработной платы — 29 сентября), 14-го реорганизация Революционного Трибунала, 17-го закон о «подозрительных», и 20-го декрет давал право местным революционным комитетам задачу составления списков.
Эта сумма учреждений, мер и процедур была закреплена в декрете от 14 фримера (4 декабря 1793), который определил это постепенное развитие централизованной диктатуры, основанной на терроре. В центре был Конвент, исполнительной властью которого был Комитет общественного спасения, наделённый огромными полномочиями: он интерпретировал декреты Конвента и определял способы их применения; под его непосредственным руководством были все государственные органы и служащие; он определял военную и дипломатическую деятельность, назначал генералов и членов других комитетов при условии ратификации их Конвентом. Он был ответственным за ведение войны, общественный порядок, обеспечение и снабжение населения. Парижская коммуна, известный бастион санкюлотов, также была нейтрализована, попав под его контроль.

#### Организация победы

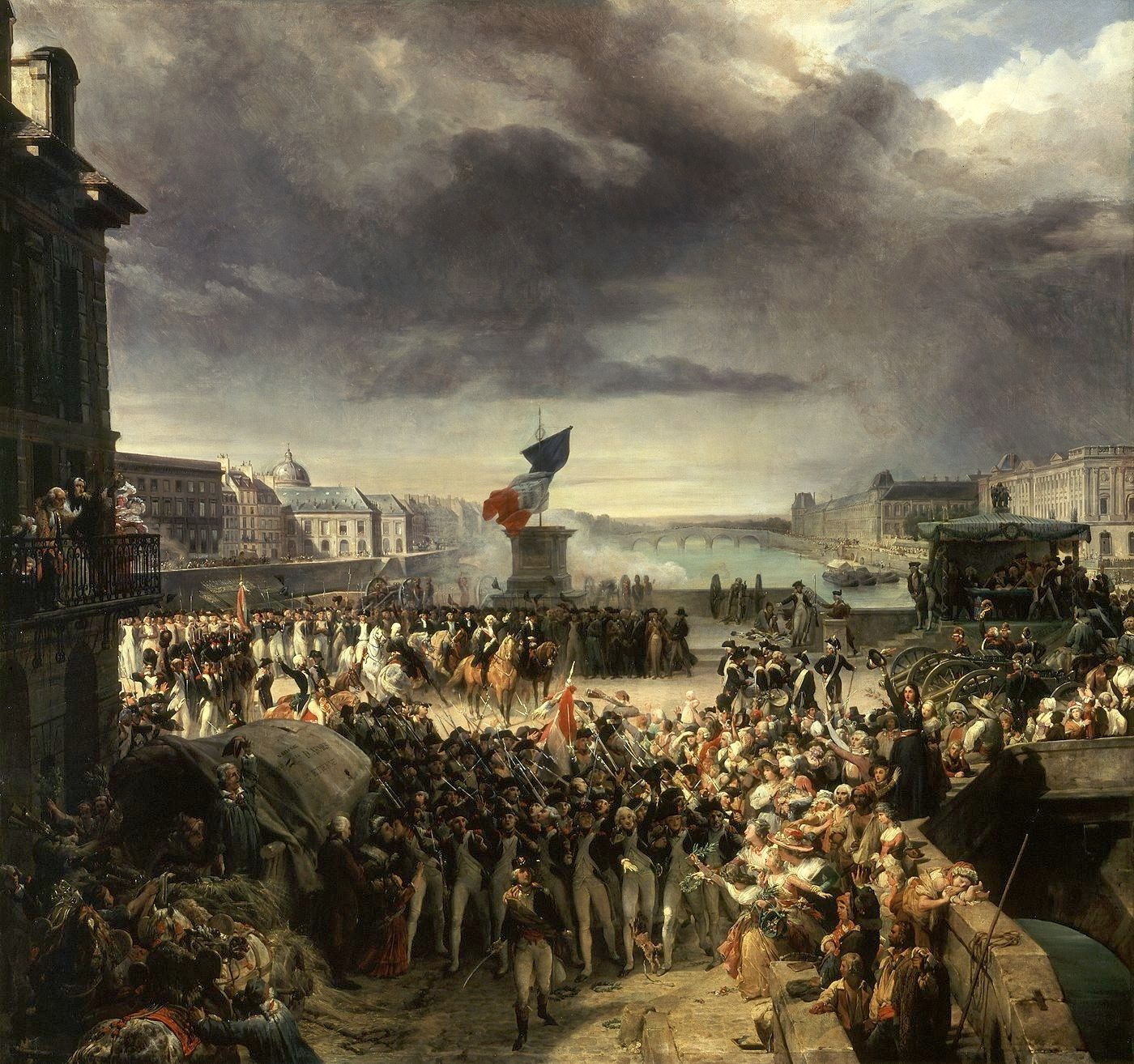
Леон Конье.Национальная гвардия Парижа уходит на фронт

Блокада принудила Францию к автаркии; чтобы сохранить Республику, правительство мобилизовало все производительные силы и приняло необходимость контролируемой экономики, которую вводили экспромтом как того требовала ситуация. Необходимо было разработать военное производство, возродить внешнюю торговлю и найти новые ресурсы в самой Франции, а времени было мало. Обстоятельства постепенно вынудили правительство взять на себя руководство экономикой всей страны.
Все материальные ресурсы стали предметом реквизиции. Фермеры сдавали зерно, фураж, шерсть, лен, коноплю, а ремесленники и торговцы — выпускаемую продукцию. Сырьё тщательно искали — металл всех видов, церковные колокола, старую бумагу, ветошь и пергамент, травы, хворост и даже пепел для производства калийных солей и каштаны для их перегонки. Все предприятия были переданы в распоряжение нации — леса, рудники, карьеры, печи, горны, кожевенные заводы, фабрики по производству бумаги и тканей, мастерские по изготовлению обуви. Труд и ценность произведённого подлежали регулированию цен. Никто не имел права спекулировать, пока Отечество находилось в опасности. Вооружение вызывало большую обеспокоенность. Уже в сентябре 1793 был дан толчок по созданию национальных мануфактур для военной промышленности — создание фабрики в Париже для производства ружей и личного оружия, гренельский пороховой завод. Особое обращение было сделано учёным. Монж, Вандермонд, Бертолле, Дарсе, Фуркруа усовершенствовали металлургию и производство оружия. В Мёдоне проводились эксперименты по аэронавтике. Во время битвы при Флерюсе воздушный шар был поднят над теми же местами, что и в будущей войне 1914. И ничем не меньше, как «чудом» для современников, было получение семафором Шаппа на Монмартре в течение часа известий о падении Ле-Кенуа, находящейся в удалении 120 миль от Парижа.
Летний набор (фр. Levée en masse) был завершён, и к июлю общая численность армии достигла 650 000. Трудности были огромны. Производство на нужды войны началось только в сентябре. Армия находилась в состоянии реорганизации. Весной 1794 была предпринята система «амальгамы», слияние добровольческих батальонов с линейной армией. Два батальона добровольцев соединялись с одним батальоном линейной армии, составляя полубригаду или полк. В то же время было восстановлено единоначалие и дисциплина. Чистка армии исключила большинство дворян. В целях воспитания новых офицерских кадров по декрету 13 прериаля (1 июня 1794) был основан Колледж Марса (фр. Ecole de Mars) — каждый дистрикт посылал туда по шесть юношей. Командующих армиями утверждал Конвент.
Постепенно возникло военное командование, несравненное по качеству: Марсо, Гош, Журдан, Бонапарт, Клебер, Массена, как и офицерский состав, отличный не только в военных качествах, но и в чувстве гражданской ответственности.

#### Террор
Хотя террор был организован в сентябре 1793 года, он, на самом деле, не применялся до октября, и только в результате давления со стороны санкюлотов. Большие политические процессы начались в октябре. Королева Мария-Антуанетта была гильотинирована 16 октября. Специальным указом ограничили защиту 21 жирондиста, и они погибли 31-го, Верньо и Бриссо в том числе.

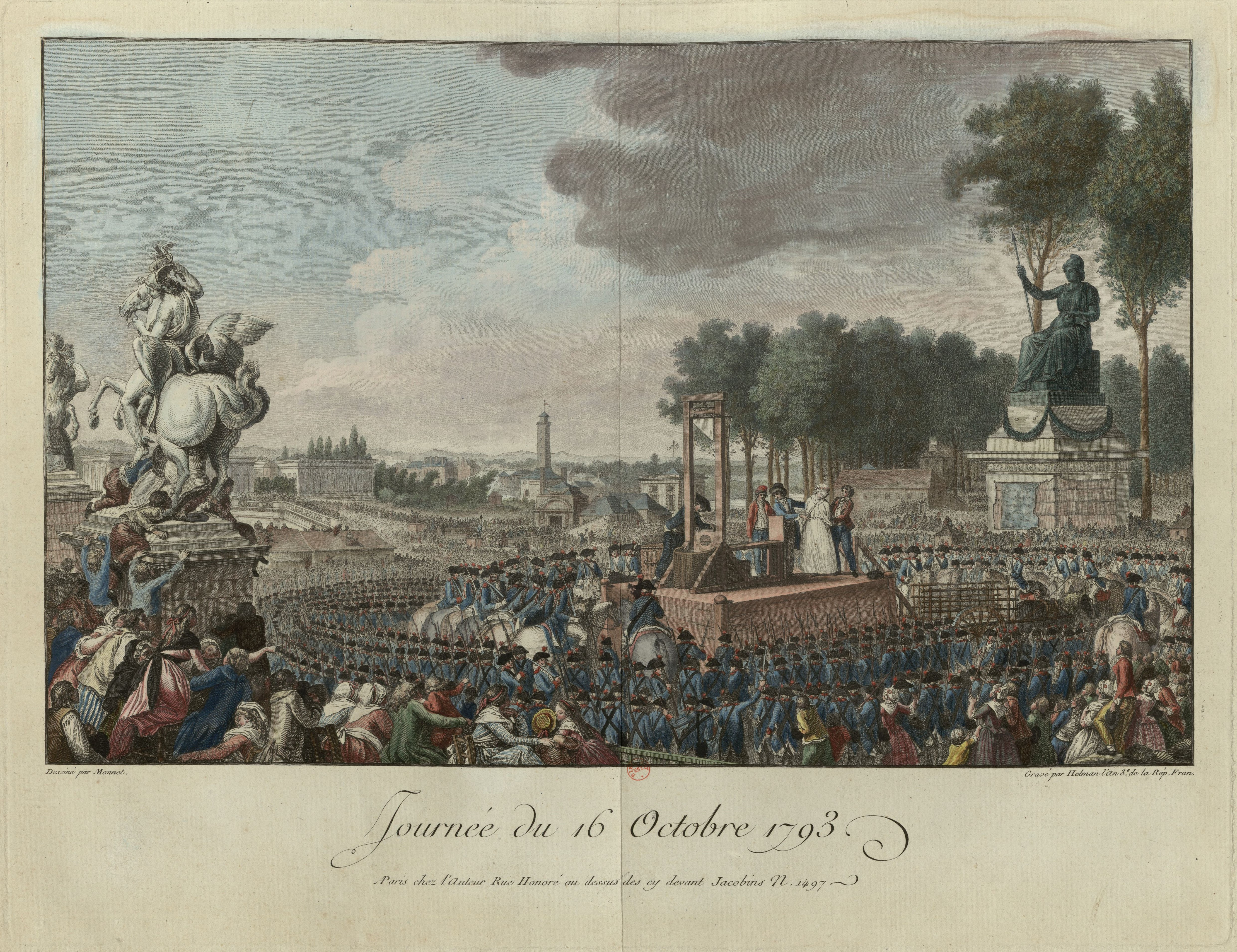
Казнь Марии-Антуанетты

На вершине аппарата террора находился Комитет общественной безопасности, второй орган государства, состоящий из двенадцати членов, избираемых каждый месяц в соответствии с правилами Конвента и наделённый функциями общественной безопасности, слежения и полиции, как гражданской так и военной. Он использовал большой штат чиновников, возглавлял сеть местных революционных комитетов и применял закон о «подозрительных» путём просеивания сквозь тысячи местных доносов и арестов, которые он затем должен был предоставить в Революционный трибунал.
Террор применялся к врагам Республики где бы они ни были, был социально неразборчив и направлен политически. Его жертвы принадлежали ко всем классам, которые ненавидели революцию или жили в тех регионах, где угроза восстания была наиболее серьёзной. «Тяжесть репрессивных мер в провинциях», — пишет Матьез, — «находилась в прямой зависимости от опасности мятежа».
Таким же образом, депутаты, отправленные Конвентом как «представители в миссии» (фр. les représentants en mission), были вооружены широкими полномочиями и действовали в соответствии с ситуацией и собственного темперамента: в июле Робер Ленде усмирил жирондистское восстание на западе без единого смертного приговора; в Лионе, несколько месяцев спустя, Колло д’Эрбуа и Жозеф Фуше полагались на частые суммарные казни, применяя массовые расстрелы, потому что гильотина работала недостаточно быстро.
Победа начала определяться осенью 1793 года. Конец федералистского мятежа ознаменовался взятием Лиона 9 октября и 19 декабря — Тулона. 17 октября вандейское восстание было подавлено в Шоле и 14 декабря в Ле-Мане после ожесточённых уличных боёв. Города вдоль границ были освобождены. Дюнкерк — после победы при Ондскоте (8 сентября), Мобёж — после победы при Ваттиньи (6 октября), Ландау — после победы при Висамбуре (26 декабря). Келлерман оттеснил испанцев к Бидасоа и Савойя была освобождена. Гош и Пишегрю нанесли ряд поражений пруссакам и австрийцам в Эльзасе.

#### Борьба фракций

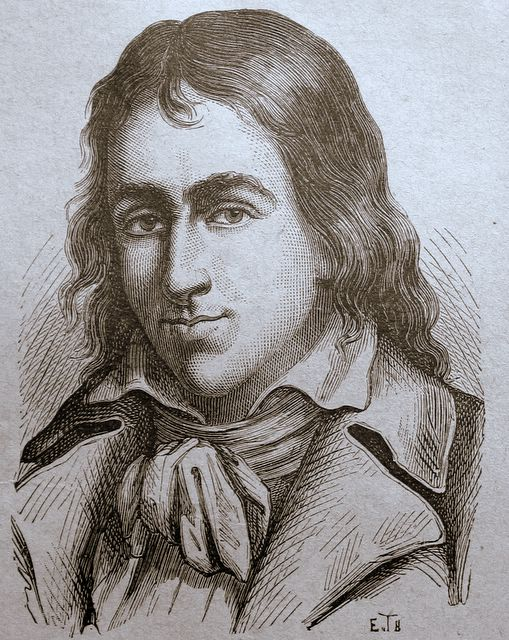
Жак Эбер

Ещё с сентября 1793 можно было ясно определить два крыла среди революционеров. Одно было тем, что позже назвали эбертистами — хотя сам Эбер никогда не был лидером фракции — и проповедовали войну насмерть, частично приняв программу «бешеных», которую одобряли санкюлоты. Они пошли на соглашение с монтаньярами, надеясь через них осуществлять давление на Конвент. Они доминировали в клубе Кордельеров, заполнили военное министерство Бушотта, и могли увлечь за собой Коммуну. Другое крыло возникло в ответ на растущую централизацию революционного правительства и диктатуру комитетов — дантонисты; вокруг депутатов Конвента: Дантон, Делакруа, Демулен, как наиболее заметные среди них.
Продолжающийся с 1790 года религиозный конфликт был подоплёкой предпринятой эбертистами кампании «дехристианизации». Федералистский мятеж усилил контрреволюционную агитацию «неприсягнувших» священников. Принятие Конвентом 5 октября нового, революционного календаря, призванного заменить прежний, связанный с христианством, «ультрас» использовали как повод для начала кампании против католической веры. В Париже это движение возглавила Коммуна. Католические храмы закрывались, священников принуждали к отречению от сана, глумились над христианскими святынями. Взамен католицизма пытались насадить «культ Разума». Движение принесло ещё больше волнений в департаментах и компрометировало революцию в глазах глубоко верующей страны. Большинство Конвента крайне негативно отнеслось к этой инициативе и привело к ещё большей поляризации между фракциями. В конце ноября — начале декабря против «дехристианизации» решительно выступили Робеспьер и Дантон, положив ей конец.

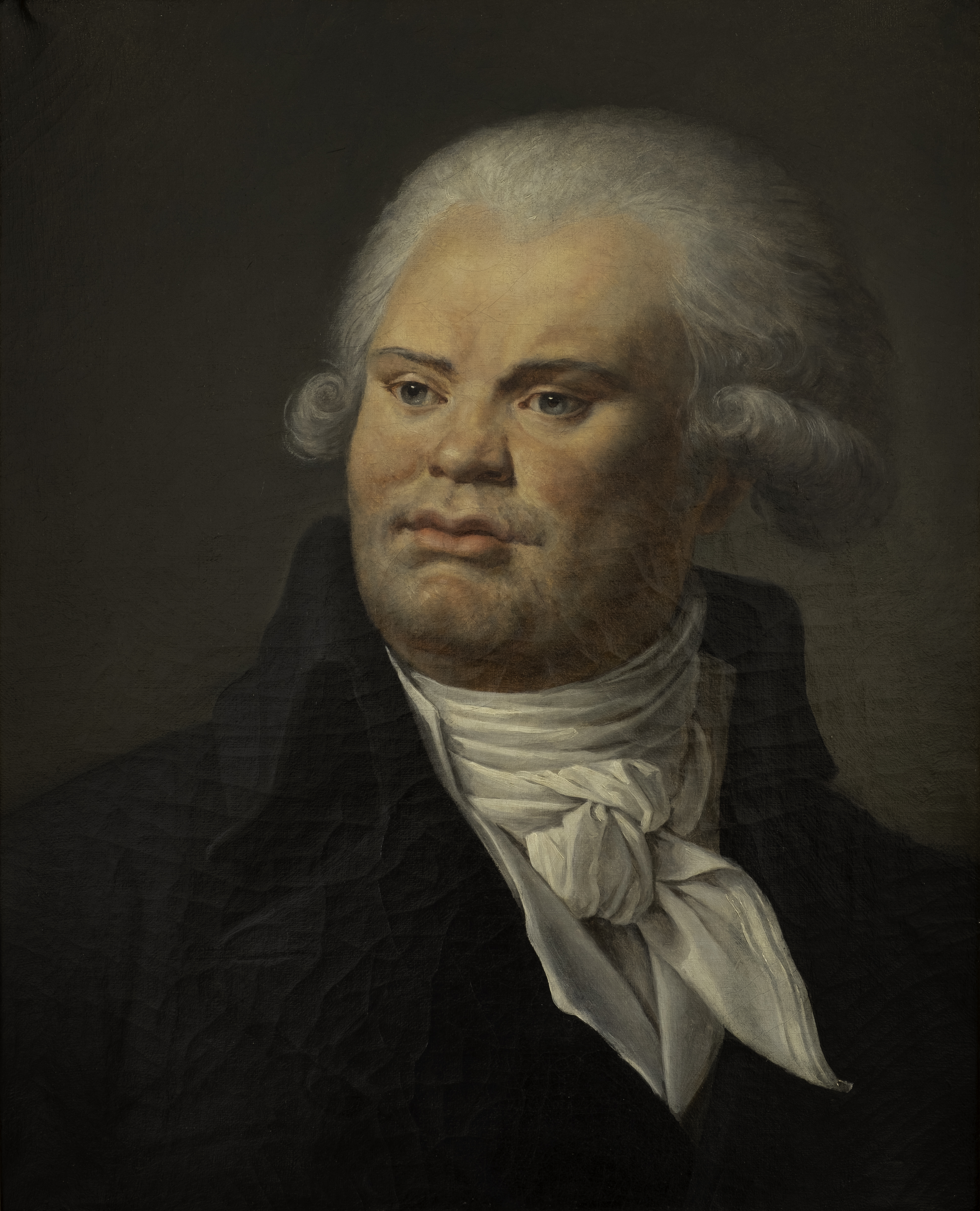
Жорж Дантон

Ставя приоритет национальной обороны над всеми другими соображениями, Комитет общественного спасения старался держаться промежуточной позиции между модерантизмом и экстремизмом. Революционное правительство не намерено было уступать эбертистам в ущерб революционному единству, в то время как требования умеренных подрывали контролируемую экономику, необходимую для ведения военных действий, и террор, который обеспечивал всеобщее повиновение. Но в конце зимы 1793 нехватка продуктов питания приняла резкий поворот к худшему. Эбертисты начали требовать применение жёстких мер и сначала Комитет вёл себя примирительно. Конвент проголосовал около 15 млн ливров на облегчение кризиса, 3 вантоза Барер от имени комитета общественного спасения представил новый общий «максимум» и 8-го декрет о конфискации имущества «подозрительных» и распределения его среди нуждающихся — вантозские декреты (фр. Loi de ventôse an II). Кордельеры полагали, что, если они усилят давление, то восторжествуют раз и навсегда. Были призывы к восстанию, хотя это было, наверное, в качестве новой демонстрации, как в сентябре 1793. 

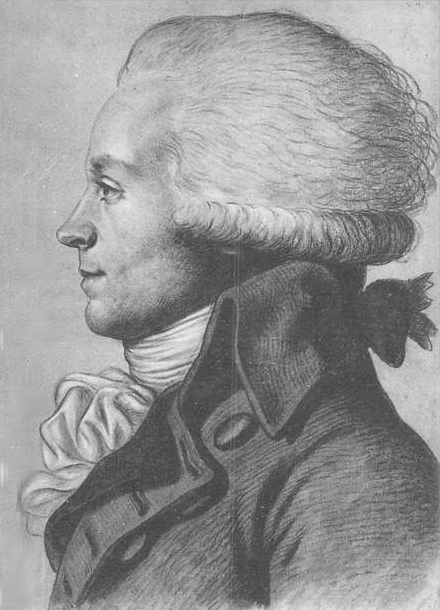
Максимилиан Робеспьер

Но 22 вантоза II года (12 марта 1794 г.) Комитет решил покончить с эбертистами. К Эберу, Ронсену, Венсану и Моморо были добавлены иностранцы Проли, Клоотс и Перейра с тем, чтобы представить их как участников «иностранного заговора». Все были казнены 4 жерминаля (24 марта 1794). Затем Комитет обратился к дантонистам, некоторые из которых были причастны к финансовым махинациям. 5 апреля Дантон, Делакруа, Демулен, Филиппо были казнены.
Драма жерминаля полностью изменила политическую ситуацию. Санкюлоты были ошеломлены казнью эбертистов. Все их позиции влияния были утеряны: революционная армия была расформирована, инспекторы уволены, Бушотт потерял военное министерство, клуб Кордельеров был подавлен и запуган, и под давлением правительства было закрыто 39 революционных комитетов. Произошла чистка Коммуны и она была заполнена номинантами Комитета. С казнью дантонистов большинство ассамблеи впервые пришло в ужас от ею же созданного правительства.
Комитет играл роль посредника между собранием и секциями. Уничтожив лидеров секций комитеты порвали с санкюлотами, источником власти правительства, давления которых так опасался Конвент со времени восстания 31 мая. Уничтожив дантонистов, оно посеяло страх среди членов собрания, который легко мог перейти в бунт. Правительству казалось, что оно имело поддержку большинства собрания. Оно ошибалось. Освободив Конвент от давления секций, оно осталось на милости собрания. Оставался только внутренний раскол правительства, чтобы его уничтожить.

#### Термидорианский переворот

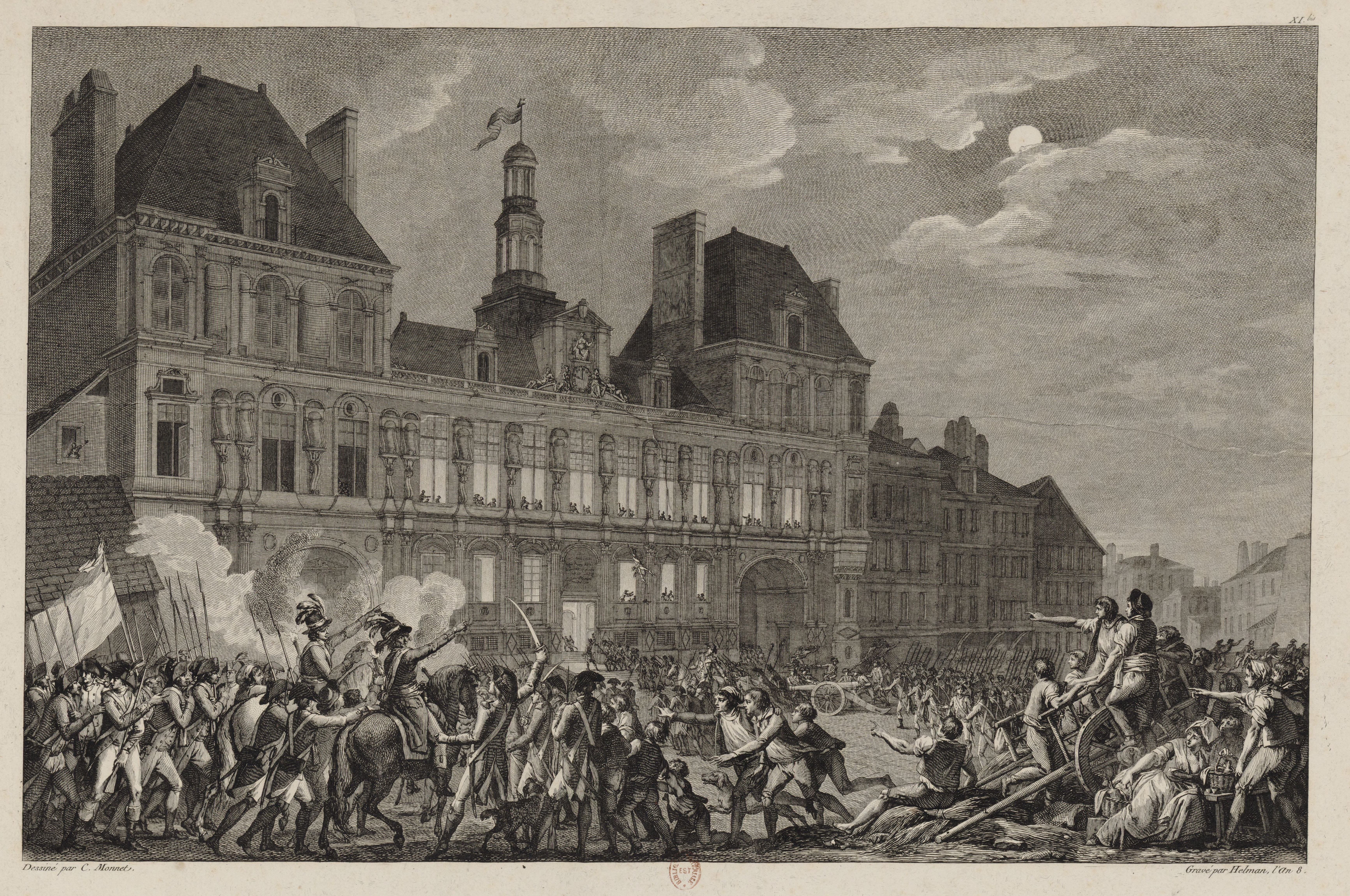
9 термидора

Основные усилия правительства были направлены на военную победу и мобилизация всех ресурсов начала приносить свои плоды. К лету 1794 года республика создала 14 армий и 8 мессидора 2 года (26 июня 1794) была одержана решающая победа при Флерюсе. Бельгия была открыта французским войскам. 10 июля Пишегрю занял Брюссель и соединился с Самбро-Маасской армией Журдана. Революционная экспансия началась. Но победы в войне начали ставить под сомнение смысл продолжения террора.
Централизация революционного правительства, террор и казни оппонентов справа и слева привело решение всяческих политических разногласий в поле заговоров и интриг. Централизация привела к сосредоточению революционного правосудия в Париже. Представители на местах были отозваны и многие из них, такие как Тальен в Бордо, Фуше в Лионе, Каррье в Нанте, чувствовали себя под непосредственной угрозой за эксцессы террора в провинции во время подавления федералистского восстания и войны в Вандее. Теперь эти эксцессы представлялись компрометацией революции и Робеспьер не преминул выразить это, например, Фуше. В Комитете общественного спасения усилились разногласия, приведшие к расколу правительства.
После казни эбертистов и дантонистов и празднования фестиваля Верховного Существа фигура Робеспьера приобрела преувеличенное значение в глазах революционной Франции. В свою очередь он не считался с чувствительностью своих коллег, что могло показаться расчётом или властолюбием. В своей последней речи в Конвенте, 8 термидора, он обвинил своих оппонентов в интриганстве и вынес вопрос о расколе на суд Конвента. У Робеспьера потребовали, чтобы он назвал имена обвиняемых, однако, он отказался. Эта неудача уничтожила его, так как депутаты предположили, что он требует карт-бланш. Этой ночью была образована непростая коалиция между радикалами и умеренными в собрании, между депутатами, которым угрожала непосредственная опасность, членами комитетов и депутатами равнины. На следующий день, 9 термидора, Робеспьеру и его сторонникам не было позволено говорить, и против них был объявлен обвинительный декрет.

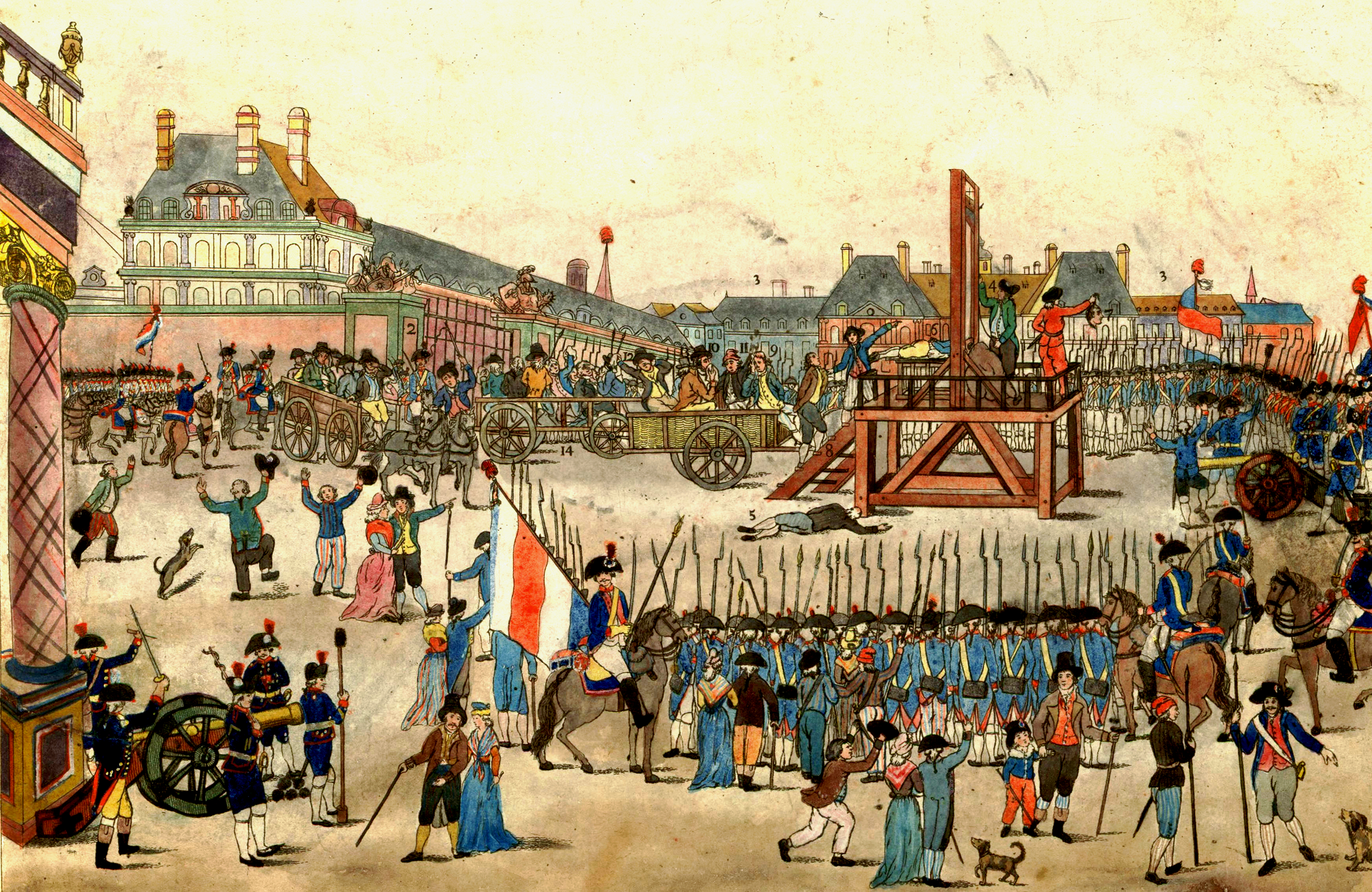
Казнь Робеспьера

Парижская Коммуна призвала к восстанию, освободила арестованных депутатов и мобилизовала 2-3 тысячи национальных гвардейцев. Ночь 9-10 термидора была одной из самых хаотичных в Париже, когда Коммуна и Конвент соревновались за поддержку секций. Конвент объявил восставших вне закона; Баррасу была поставлена задача мобилизации вооружённых сил Конвента, и секции Парижа, деморализованные казнью эбертистов и экономической политикой Коммуны, после некоторых колебаний поддержали Конвент. Национальные гвардейцы и артиллеристы, собранные Коммуной у ратуши, остались без инструкций и разошлись. Около двух часов утра колонна секции Гравилье во главе с Леонардом Бурдоном ворвалась в ратушу (фр. Hôtel de Ville) и арестовали мятежников.
Вечером 10 термидора (28 июля 1794) Робеспьер, Сен-Жюст, Кутон и девятнадцать их сторонников были казнены без суда и следствия. На следующий день был казнён семьдесят один функционер восставшей Коммуны, крупнейшая массовая казнь за всю историю революции.

#### Термидорианская реакция

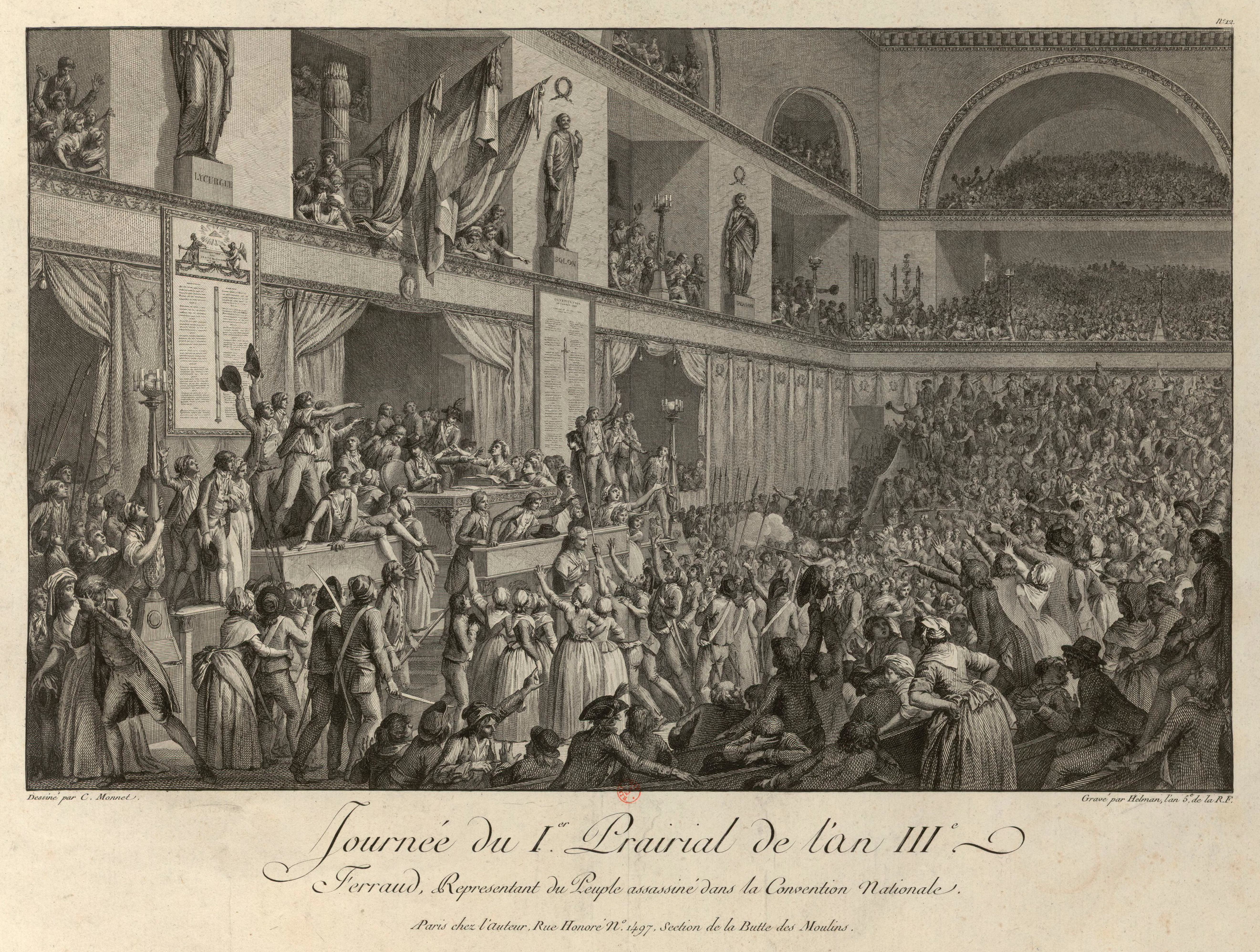
Прериальское восстание

Комитет общественного спасения был исполнительной властью и, в условиях войны с первой коалицией, внутренней гражданской войны, был наделён широкими прерогативами. Конвент подтверждал и избирал его состав каждый месяц, обеспечивая централизацию и постоянный состав исполнительной власти. Теперь же, после военных побед и падения робеспьеристов, Конвент отказался подтвердить столь широкие полномочия, тем более, что угроза восстаний со стороны санкюлотов была устранена. Было решено, что ни один из членов руководящих комитетов не должен занимать должность в течение более четырёх месяцев и его состав должен быть обновляем на треть ежемесячно. Комитет был ограничен только в область ведения войны и дипломатии. Сейчас будут, в общей сложности, шестнадцать комитетов с равными правами. Осознавая опасность фрагментации, термидорианцы, наученные опытом, ещё больше боялись монополизации власти. В течение нескольких недель революционное правительство было демонтировано.
Ослабление власти привело к ослаблению террора, подчинению которому обеспечивалась общенациональная мобилизация. После 9-го термидора Якобинский клуб был закрыт, в Конвент вернулись уцелевшие жирондисты. В конце августа парижская Коммуна была упразднена и заменена «административной комиссией полиции» (фр. commission administrative de police). В июне 1795 само слово «революционер», слово-символ всего якобинского периода, было запрещено. Термидорианцы отменили меры государственного вмешательства в экономику, ликвидировали «максимум» 4 нивоза (24 декабря 1794 года). Результатом явился рост цен, инфляция, срыв продовольственного снабжения. Бедствиям низов и среднего класса противостояло богатство нуворишей: они лихорадочно наживались, жадно пользовались богатством, бесцеремонно афишируя его. В 1795 году, доведённое до голода, население Парижа дважды поднимало восстания (12 жерминаля и 1 прериаля) с требованиями «хлеба и конституции 1793 года», но Конвент подавил восстания с помощью военной силы.
Термидорианцы разрушили революционное правительство, но тем не менее пожали плоды национальной обороны. Осенью была занята Голландия и в январе 1795 провозглашена Батавская республика. В то же время начался распад первой коалиции. 5 апреля 1795 был заключён Базельский мир с Пруссией и 22 июля мир с Испанией. Теперь республика провозгласила левый берег Рейна своей «естественной границей» и аннексировала Бельгию. Австрия отказалась признать Рейн восточной границей Франции и война возобновилась.

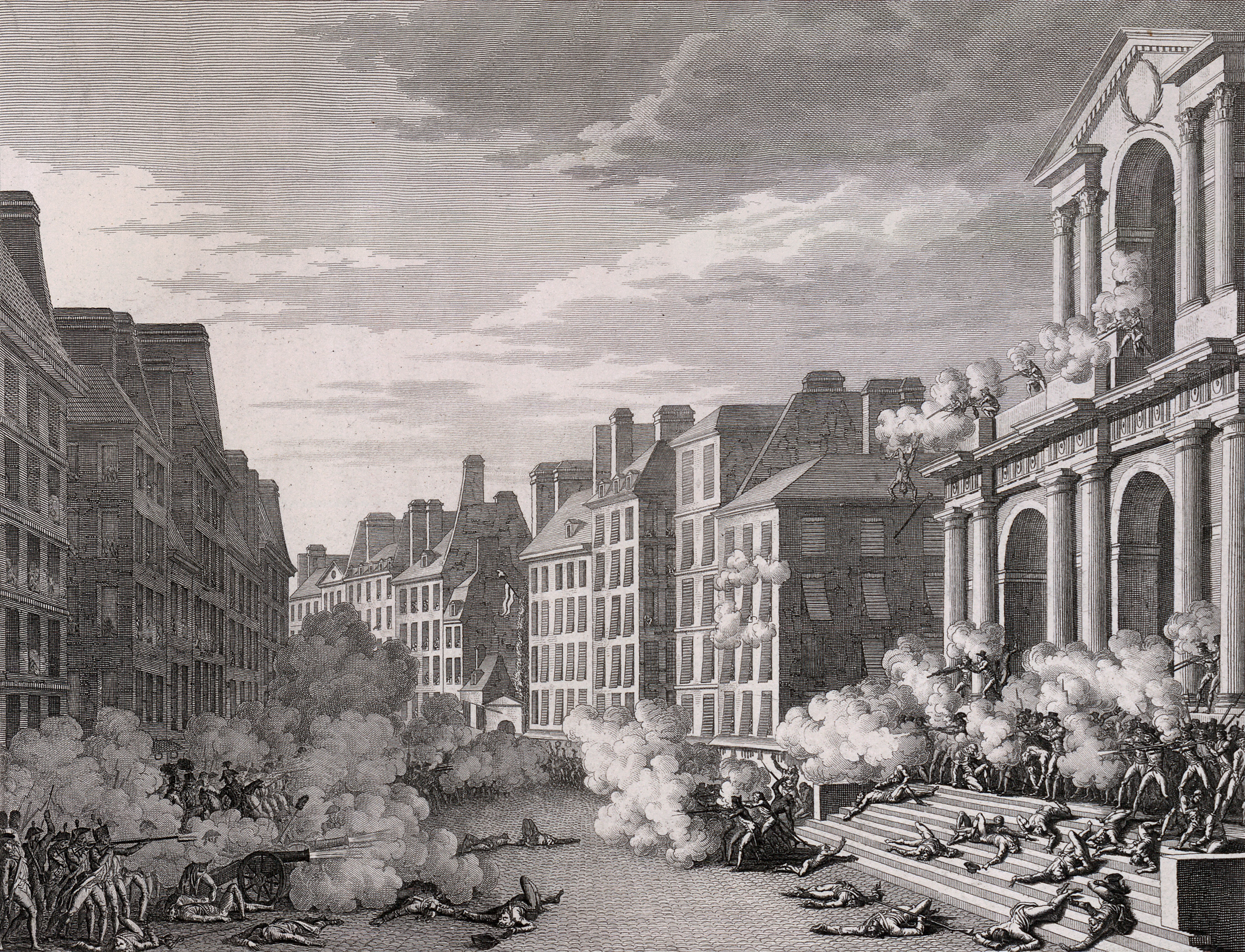
13 вандемьера

22 августа 1795 года Конвент принял новую конституцию. Законодательная власть поручалась двум палатам — Совету пятисот и Совету старейшин, был введён значительный избирательный ценз. Исполнительная власть была отдана в руки Директории — пяти директоров, избираемых Советом старейшин из кандидатов, представленных Советом пятисот. Боясь, что выборы в новые законодательные советы дадут большинство противникам республики, Конвент решил, что две трети «пятисот» и «старейшин» будут на первый раз обязательно взяты из членов Конвента.
Когда была объявлена указанная мера, роялисты в самом Париже подняли восстание 13-го вандемьера (5 октября 1795 года), в котором главное участие принадлежало центральным секциям города, полагавшим, что Конвент нарушил «суверенитет народа». Большая часть столицы была в руках повстанцев; был сформирован центральный повстанческий комитет и Конвент осаждён. Баррас привлёк молодого генерала Наполеона Бонапарта, бывшего робеспьериста, как и других генералов — Карто, Брюна, Луазона, Дюпона. Мюрат захватил пушки из лагеря в Саблоне, и повстанцы, не имея артиллерии, были отброшены и рассеяны.
26 октября 1795 года Конвент самораспустился, уступив место советам пятисот и старейшин и Директории.

### Директория
Победив своих противников справа и слева, термидорианцы надеялись вернуться к принципам 1789 и придать стабильность республике на основе новой конституции — «середина между монархией и анархией» — по выражению
Антуана Тибодо. Директории досталось тяжёлое экономическое и финансовое положение, усугублявшееся продолжающейся войной на континенте. События с 1789 раскололи страну политически, идеологически и религиозно. Исключив народ и аристократию, режим зависел от узкого круга выборщиков, предусматриваемых цензом конституции III года, а они всё более и более двигались вправо.

#### Попытка стабилизации

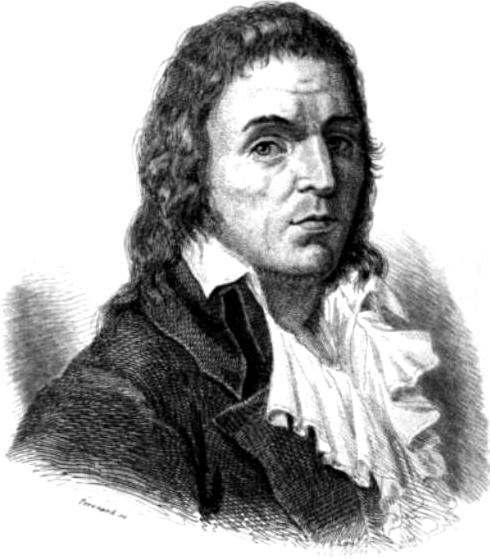
Гракх Бабёф

Зимой 1795 экономический кризис достиг своего пика. Бумажные деньги печатались каждую ночь для использования на следующий день. 30 плювиоза IV года (19 февраля 1796) выпуск ассигнатов был прекращён. Правительство решило вновь вернуться к звонкой монете. Результатом была растрата большей части оставшегося национального достояния в интересах спекулянтов. В сельской местности бандитизм распространился настолько, что даже мобильные колонны Национальной гвардии и угроза смертной казни не привели к улучшению. В Париже многие бы умерли от голода, если бы Директория не продолжила распределение продовольствия.
Это привело к возобновлению якобинской агитации. Но на этот раз якобинцы прибегли к заговорам и Гракх Бабёф возглавляет «тайную повстанческую директорию» Заговора Равных (фр. Conjuration des Égaux). Зимой 1795-96 образовался союз бывших якобинцев с целью свержения Директории. Движение «во имя равенства» было организовано в виде ряда концентрических уровней; был сформирован внутренний повстанческий комитет. План был оригинален и бедность парижских предместий ужасающей, но санкюлоты, деморализованные и запуганные после прериаля, не откликнулись на призывы бабувистов. Заговорщики были преданы полицейским шпионом. Сто тридцать один человек был арестован и тридцать расстреляны на месте; соратники Бабёфа были привлечены к суду; Бабёфа и Дартэ гильотинировали через год.

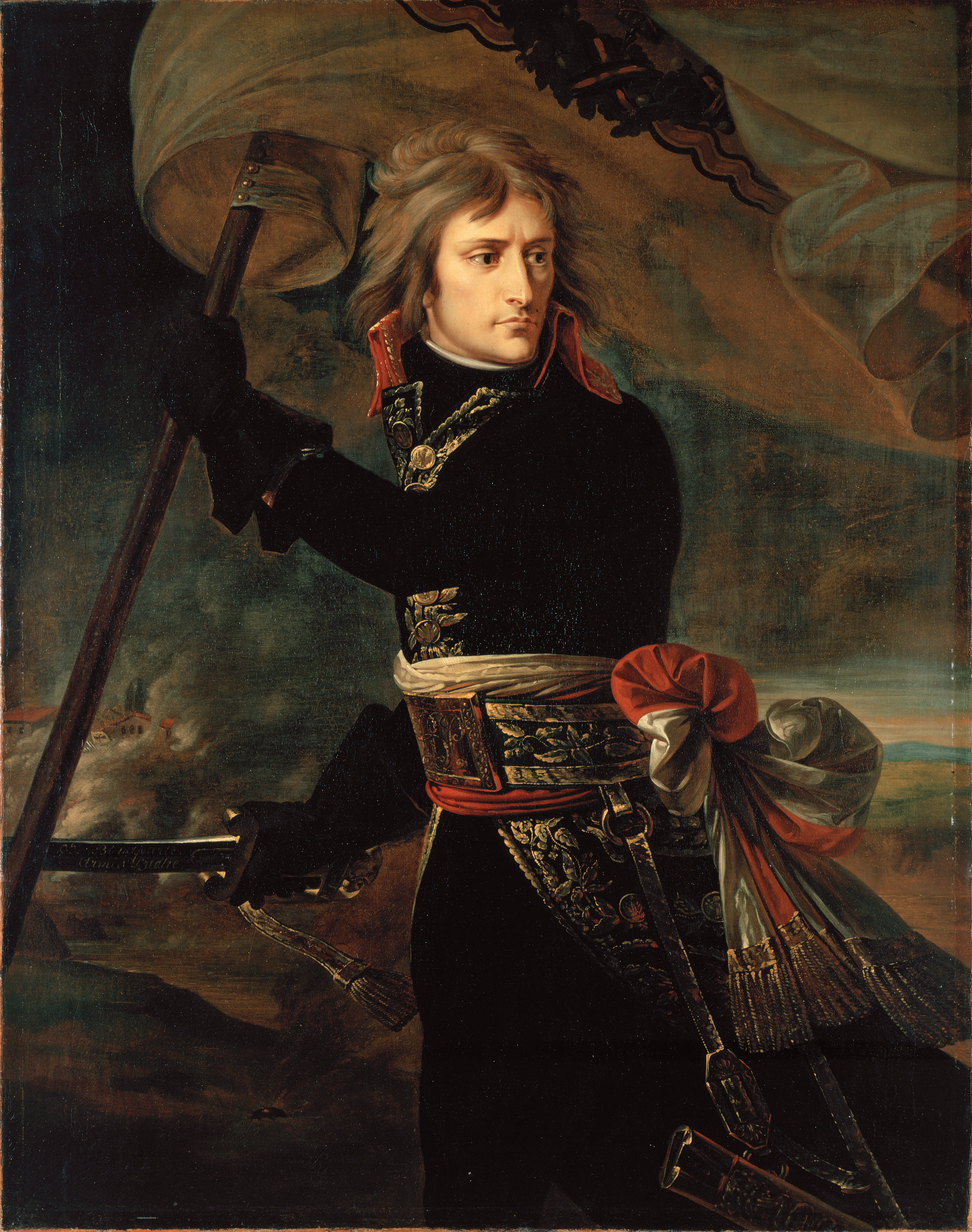
Наполеон на Аркольском мосту

Война на континенте продолжалась. Нанести удар по Англии республика была не в состоянии, оставалось сломить Австрию. 9 апреля 1796 года генерал Бонапарт вывел свою армию в Италию. В ослепительной кампании последовали ряд побед — Лоди (10 мая 1796), Кастильоне (15 августа), Арколе (15-17 ноября), Риволи (14 января 1797). 17 октября в Кампо-Формио был заключён мир с Австрией, закончивший войну первой коалиции, из которой Франция вышла победительницей, хотя Великобритания продолжала воевать.
Согласно конституции первые выборы трети депутатов, в том числе и «вечных», в жерминале V года (март-апрель 1797), оказались успехом для монархистов. Республиканское большинство термидорианцев исчезло. В советах пятисот и старейшин большинство принадлежало противникам Директории. Правые в советах решили выхолостить власть Директории, лишив её финансовых полномочий. В отсутствие указаний в Конституции III года по вопросу возникновения такого конфликта, Директория при поддержке Бонапарта и Гоша решила прибегнуть к силе. 18 фрюктидора V года (4 сентября 1797) Париж был помещён на военное положение. Декрет Директории объявлял, что все, кто призывает к реставрации монархии, будут расстреляны на месте. В 49 департаментах выборы были аннулированы, 177 депутатов были лишены полномочий, а 65 были приговорены к «сухой гильотине» — депортации в Гвиану. Эмигрантам, вернувшимся самовольно, было предложено в двухнедельный срок покинуть Францию под угрозой смерти.

#### Кризис 1799 года
Переворот 18 фрюктидора является поворотом в истории режима, установленного термидорианцами — это положило конец конституционному и либеральному эксперименту. Был нанесён сокрушительный удар монархистам, но в то же время влияние армии намного усилилось.
После договора в Кампо-Формио только Великобритания противостояла Франции. Вместо концентрации своего внимания на оставшемся противнике и поддержания мира на континенте, Директория начала политику континентальной экспансии, уничтожившей все возможности стабилизации в Европе. Последовал египетский поход, который добавил к славе Бонапарта. Франция окружила себя «дочерними» республиками, сателлитами, политически зависимыми и экономически эксплуатируемыми: Батавская республика, Гельветическая республика в Швейцарии, Цизальпинская, Римская и Партенопейская (Неапольская) в Италии.
Весной 1799 война становится всеобщей. Вторая коалиция объединила Британию, Австрию, Неаполь и Швецию. Египетский поход привёл Турцию и Россию в её ряды. Военные действия начались для Директории крайне неудачно. Вскоре Италия и часть Швейцарии были потеряны и республике пришлось оборонять свои «естественные границы». Как и в 1792-93 гг. Франция оказалась перед угрозой вторжения. Опасность пробудила национальную энергию и последнее революционное усилие. 30 прериаля VII года (июнь 18, 1799) советы переизбрали членов Директории, приведя «настоящих» республиканцев к власти и провели меры, в некоторой мере напоминавшие меры II года. По предложению генерала Журдана был объявлен призыв пяти возрастов. Был введён принудительный заём на 100 млн франков. 12 июля был принят закон о заложниках из числа бывших дворян.
Военные неудачи стали поводом роялистских восстаний на юге и возобновления гражданской войны в Вандее. В то же время страх перед возвращением тени якобинизма привёл к решению покончить раз и навсегда с возможностью повторения времён республики 1793 года.

#### 18 брюмера

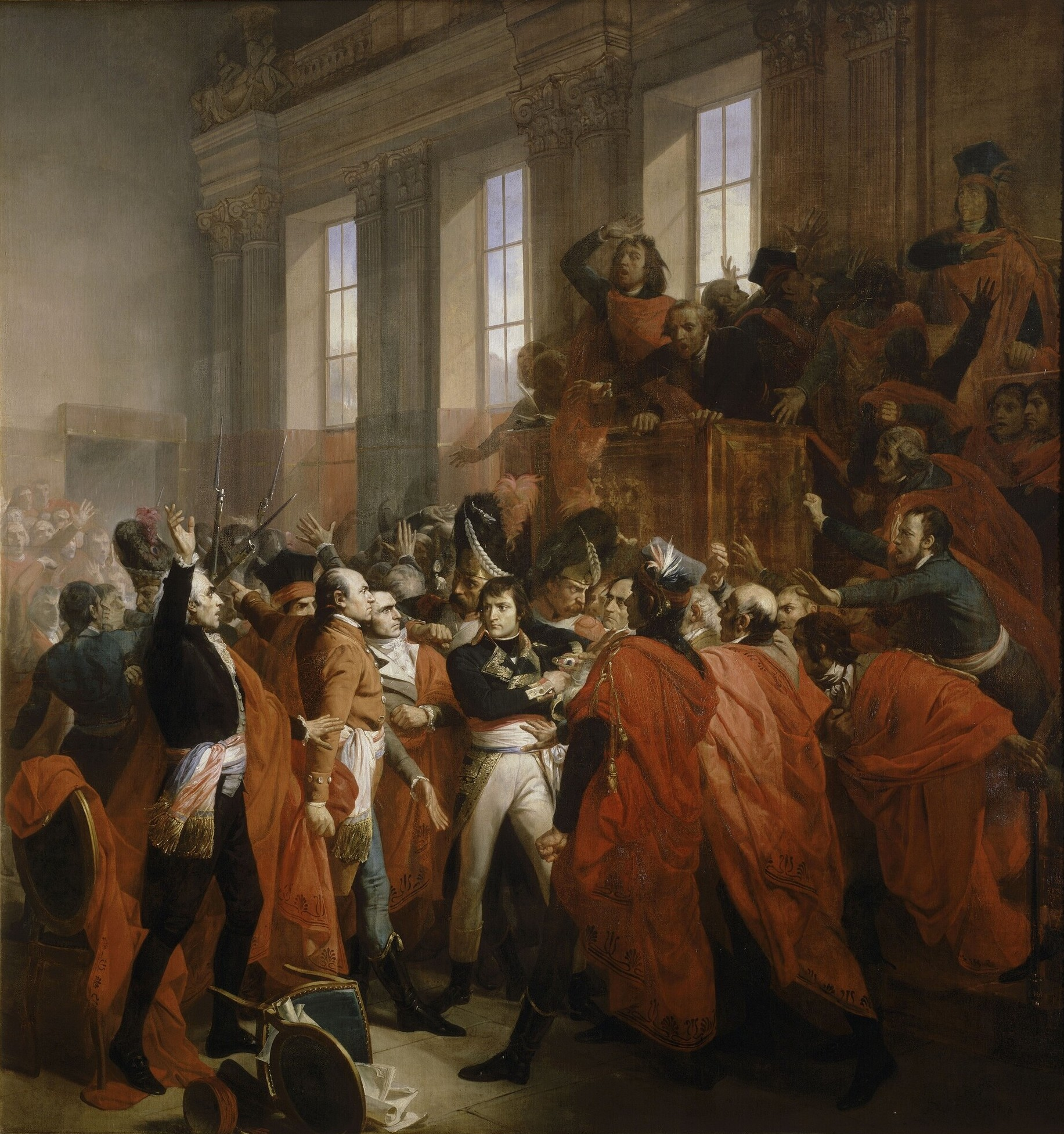
Генерал Бонапарт в Совете пятисот

К этому времени военная ситуация изменилась. Сам успех коалиции в Италии привёл к изменению планов. Было решено перебросить австрийские войска из Швейцарии в Бельгию и заменить их русскими войсками с целью вторжения во Францию. Переброска была произведена настолько плохо, что позволила французским войскам вновь занять Швейцарию и разбить противников по частям.
В этой тревожной обстановке брюмерианцы планируют ещё один, более решительный, переворот. Ещё раз, как и в фрюктидоре, нужно призвать армию, чтобы произвести чистку ассамблеи. Заговорщикам была нужна «сабля». Они обратились к республиканским генералам. Первый выбор, генерал Жубер был убит при Нови. В этот момент пришло известие о прибытии во Францию Бонапарта. От Фрежюса до Парижа Бонапарта приветствовали как спасителя. Приехав в Париж 16 октября 1799 года, он немедленно нашёл себя в центре политических интриг. Брюмерианцы обратились к нему как к человеку, который хорошо подходил им по его популярности, военной репутации, амбиции и даже по его якобинскому прошлому.
Играя на страхах «террористического» заговора, брюмерианцы убедили советы встретиться 10 ноября 1799 в пригороде Парижа, Сен-Клу; для подавления «заговора» Бонапарт назначался командующим 17-й дивизией, расположенной в департаменте Сены. Двое директоров, Сийес и Дюко, сами заговорщики, подали в отставку, а третьего, Барраса, к ней принудили. В Сен-Клу Наполеон объявил Совету Старейшин, что Директория самораспустилась и о создании комиссии по новой конституции. Совет Пятисот трудно было так легко убедить, и, когда Бонапарт вошёл без приглашения в палату заседаний, раздались крики «Вне закона!» Наполеон потерял самообладание, но его брат Люсьен спас ситуацию, вызвав гвардию в зал заседаний. Совет пятисот был изгнан из палаты, Директория распущена, и все полномочия были возложены на временное правительство из трёх консулов — Сийеса, Роже́ Дюко́ и Бонапарта.

### Консулат Наполеона Бонапарта
После переворота 18 брюмера единственную власть во Франции представляло временное правительство, состоявшее из трёх консулов (Бонапарт, Сийес, Роже-Дюко). На двух комиссиях из членов Советов Пятисот и Старейшин лежала обязанность составить новую конституцию. Консулы — или, точнее, консул Бонапарт, так как два других были не более чем его орудиями, — действовали с решительностью самодержавной власти. Париж отнёсся к перевороту совершенно спокойно, не выразив ничем своего недовольства и даже явно сочувствуя новому порядку; в провинции кое-где протестовали некоторые лица из провинциальной магистратуры, но протест не был силён. Французская и даже заграничные биржи отнеслись к перевороту с полным доверием; вместо обычного в подобных случаях понижения биржевых ценностей, они в самые дни 18 и 19 брюмера начали повышение французских 5 % государственных ценностей, перед переворотом с трудом продававшихся по 7 франков за 100. Повышение продолжалось с колебаниями в течение всех следующих месяцев и достигло в конце 1800 года 44 франков. 20 брюмера состоялось постановление об изгнании из Франции 34 якобинцев, вскоре, однако, отменённое. В многочисленных заявлениях нового правительства говорилось о его верности принципам революции; была подтверждена обязательность республиканского календаря; оставлен в силе декрет об эмигрантах, «которых отечество навсегда извергает из своей среды». Чтобы доказать своё миролюбие, консулы обратились к Англии и Австрии с мирными предложениями.
К 22 фримера VIII года комиссии, вырабатывавшие конституцию, закончили свои работы; проект Сиейса был переделан согласно с желаниями Бонапарта, являющегося главным автором конституции. Это была вполне монархическая конституция, сохранявшая лишь призрак народной власти. Конституция, вручая верховную исполнительную власть трём консулам, назначала на 10-летний срок первым консулом — Бонапарта, вторым — Камбасереса и третьим (на 5-летний срок) — Лебрена. Первый консул получал, прямо или в слегка замаскированном виде, право назначать на все государственные должности, не исключая членов законодательного корпуса, трибуната, государственного совета и сената (см. Конституции французские). Конституция должна была быть подвергнута народному голосованию (плебисциту), и это было почти единственным проявлением народного суверенитета.
При подаче голосов народом не допускались прения; голосование было открытое. 3 011 000 голосов было подано за конституцию, только 1 562 против неё; за голосовала почти вся парижская интеллигенция, профессора разных учебных заведений, художники, адвокаты, в том числе немало бывших монтаньяров. Новый порядок был введён в действие ещё до плебисцита, которому подвергалась конституция уже действовавшая. Вся власть отныне была в руках Бонапарта. Он сформировал министерство, в которое вошли Талейран в качестве министра иностранных дел, Люсьен Бонапарт (министр внутренних дел), Фуше (министр полиции).
Задача Бонапарта была трудной. Предстояло создать почти совершенно заново все управление, восстановить финансы, находившиеся в крайне запутанном положении, при полном отсутствии кредита, и как-нибудь покончить со второй коалицией. Одной из первых мер Бонапарта было запрещение, 27 нивоза VIII года (17 января 1800 года), «на время войны», 60 политических периодических изданий в Париже; сохранены были всего 13, и то с подчинением министру полиции и с угрозой запрещения в случае появления в них статей, «не обнаруживающих должного уважения к социальному порядку, к народному суверенитету, к славе армии… и к державам, дружественным республике, хотя бы эти статьи были извлечением из иностранных журналов»; появление новых журналов было поставлено в зависимость от предварительного разрешения. Полицейские преследования политических противников отличались при консульстве (как впоследствии при империи) крайней грубостью.
Подавляя, таким образом, все проявления политической свободы, Бонапарт энергично проводил в жизнь положительную часть своей программы. Она состояла в создании твёрдой, крайне централизованной власти, в покровительстве промышленности, особенно земледелию, в примирении с новым порядком вещей всех тех элементов старого общества, которые только могут с ним примириться (в особенности церкви), в улучшении финансов. Законом 28 плювиоза VIII года (17 февраля 1800 года) «о разделении территории и администрации» сохранено и упрочено разделение Франции на департаменты и введено новое деление на округа (arrondissements). Во главе департамента поставлен назначаемый правительством префект; при нём учреждены совет префектуры и генеральный совет, и те, и другие назначаемые правительством из предлагаемых избирателями списков департаментских нотаблей (избиратели избирали из своей среды одну десятую часть лиц, являвшихся коммунальными нотаблями; эти последние из своей среды тоже одну десятую — то есть на всю Францию около 50 000 человек — департаментских нотаблей, из коих и замещались департаментские должности). В округах при супрефектах состояли тоже назначаемые правительством окружные советы. В городах городским хозяйством должны были заведовать назначаемые мэры.
Таким образом все управление сверху донизу делалось строго централизованным, возвращаясь вполне к дореволюционным временам; префекты занимали место интендантов старой монархии, но были облечены гораздо более реальной властью и действовали под гораздо более действительным контролем центрального правительства. 18 марта 1800 года состоялся закон о судебной организации Франции, проникнутый теми же стремлениями. 7 февраля 1801 года этот закон, ввиду роялистского покушения на жизнь Бонапарта, был пополнен законом об особых трибуналах для всех случаев, когда правительство сочтёт необходимым направить дело в порядке исключительной подсудности. Важным законодательным актом был гражданский кодекс 1804 года, впоследствии (1807) переименованный в кодекс Наполеона (Code Napoléon); за ним уже во время империи последовали кодексы гражданского и уголовного судопроизводства (1806), торгового права (1807), уголовных законов (1810); во всех этих законодательных актах было довольно строго проведено созданное революцией равенство перед законом и уничтожены остатки феодализма. Гражданский кодекс допускал развод по простому желанию супругов, но очень расширял в семье власть мужа и отца, безусловно подчиняя ей жену и детей; незаконным детям запрещалось отыскивать отца. В области уголовного права Наполеоновское законодательство безусловно возвращалось к дореволюционным традициям, щедро рассыпая смертную казнь, восстанавливая такие наказания, как отсечение отцеубийцам перед казнью правой руки, клеймение плеча, приковывание к каторжникам тяжёлого ядра; эти наказания были окончательно отменены лишь в 1832 году.
В 1801 году при содействии правительства было основано общество поощрения национальной промышленности. Значительно улучшены пути сообщения как сухопутные, так и речные; закон об охране лесов XI года спас их от нерасчётливого истребления. 7 нивоза VIII года (25 декабря 1799) церковные здания были возвращены церкви; 15 июля 1801 года заключён с папой Пием VII конкордат, в силу которого законом 18 жерминаля Χ года (8 апреля 1802) восстановлена государственная церковь во Франции; епископы должны были назначаться первым консулом, но получать утверждение от папы; последней важной в этом направлении мерой, принятой уже при империи, была отмена республиканского календаря и восстановление календаря христианского (1 января 1806 года). Католическая церковь настолько примирилась с новым порядком вещей во Франции, что папа согласился венчать Наполеона на царство. Впоследствии отношения их вновь испортились, так что папа отлучил Наполеона от церкви.
Заговоры против Наполеона, расстрел герцога Энгиенского, изменения в конституции Χ года (признание Бонапарта пожизненным консулом), конституция XII года, признавшая Наполеона императором, коронация Наполеона в 1804 году — см. Наполеон I.